# Bergerac Périgord Football Club
El Bergerac Périgord FC es un equipo de fútbol de Francia que juega en el Championnat National 2, la cuarta división de fútbol en el país.

## Historia
Fue fundado en el año 1916 en la ciudad de Bergerac en Dordogne con el nombre Enfants de France de Bergerac.
El club ha pasado principalmente en las ligas regionales de Aquitaine, hasta que en la temporada 1957/58 asciende al Championnat de France Amateur, donde su primera estancia fue de 8 temporadas consecutivas, pero luego se convirtió en un equipo yo-yo, donde pasó entre el Championnat de France Amateur 2 y las ligas regionales de Aquitaine.
En 1982 se fusiona con los equipos FC 3 Vallées Cours de Pile y con el FC La Force (equipo femenil) para crear al club actual.

## Palmarés
- Championnat de France amateur (1): 1961 (Grupo Suroeste)

- Championnat de France national 3 (D5) (1): 1994 (Grupo G)

- Ligue d'Aquitaine de football (3): 1959, 1972, 1991

- Coupe d'Aquitaine (5):[2] 1958, 1960, 1968, 2012, 2014

## Jugadores

### Jugadores destacados
- Nabil Berkak (2010-2013)
- Aly Doumbouya (2012-2013)
- Edoh Hiagbé (2010-2013)
- David Merdy (2007-2009)
- Mickaël Ravaux (2008-2009)
- Mounir Soufiani (2012-2013)